# Președintele Comisiei Europene

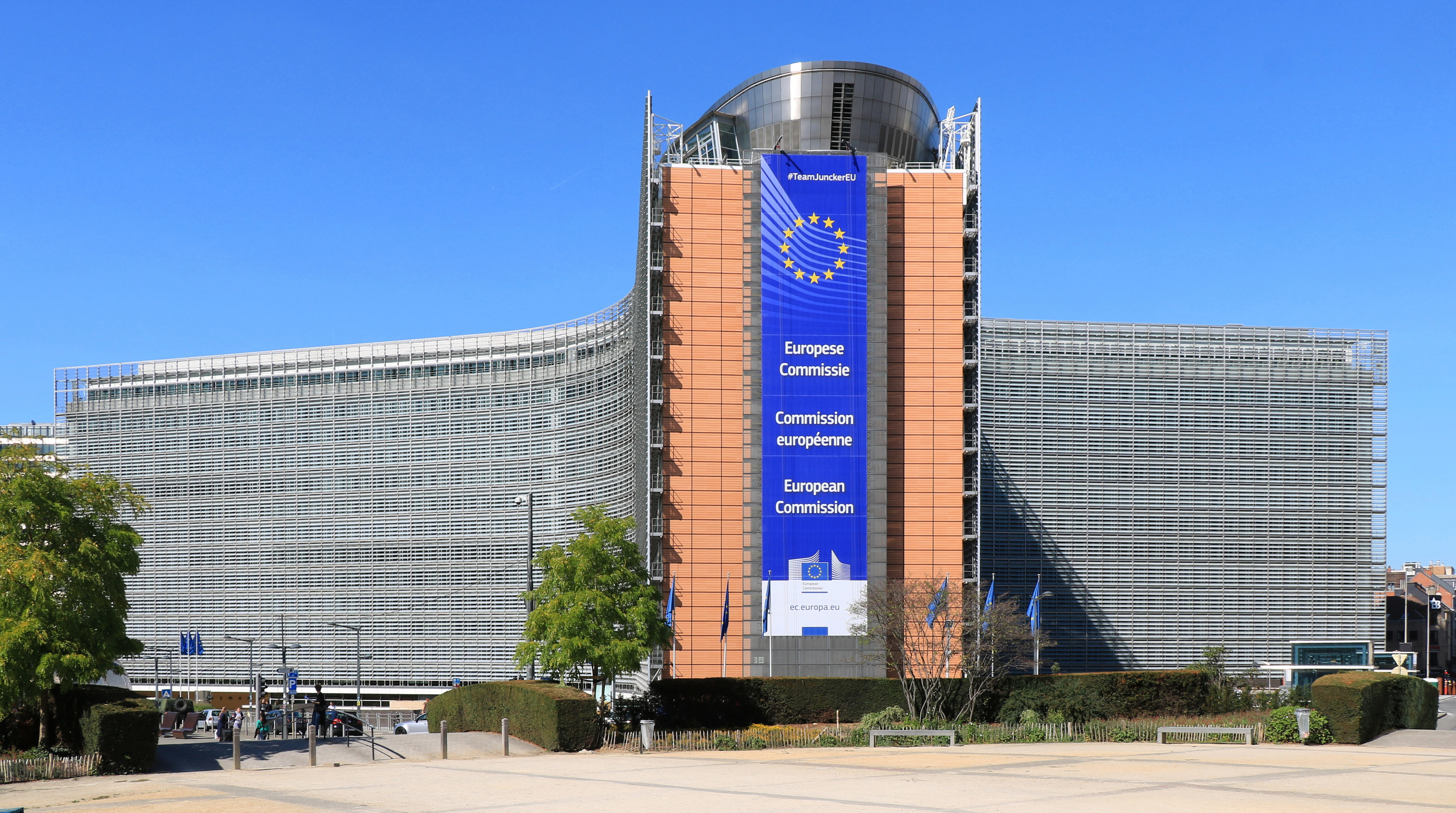
Clădirea Berlaymont

Președintele Comisiei Europene este șeful Comisiei Europene, care reprezintă puterea executivă a Uniunii Europene. Președintele Comisiei conduce un cabinet de comisari, răspunzător în mod colectiv față de Parlamentul European, care este ales direct de către cetățenii UE. Președintele este împuternicit să aloce portofoliile, să remanieze sau să demită comisarii dacă este necesar.
Președintele Comisiei reprezintă Uniunea Europeană în străinătate, împreună cu Președintele Consiliului European și Înaltul Reprezentant al Uniunii pentru Afaceri Externe și Politică de Securitate.
Postul a fost înființat în 1958. Fiecare nou președinte este numit de Consiliul European și ales în mod oficial de Parlamentul European, pentru un mandat de cinci ani. Actuala președintă este Ursula von der Leyen, care a preluat funcția la 1 decembrie 2019. Este membră a Partidului Popular European (PPE). Ursula von der Leyen este al 13-lea președinte, iar primul ei vicepreședinte este Frans Timmermans.

## Istoric
În 1957 Comisia Comunității Economice Europene a fost înființată prin Tratatul de la Roma pe modelul Înaltei Autorități a Comunității Europene a Cărbunelui și Oțelului. Primul președinte al comisiei a fost Walter Hallstein (CDU), care a început consolidarea legislației europene, astfel încât să aibă impact asupra legislațiilor naționale. Inițial guvernele naționale au dat puțină atenție administrației europene. Cu ajutorul Curții Europene de Justiție, Comisia a început să fie luată în serios.

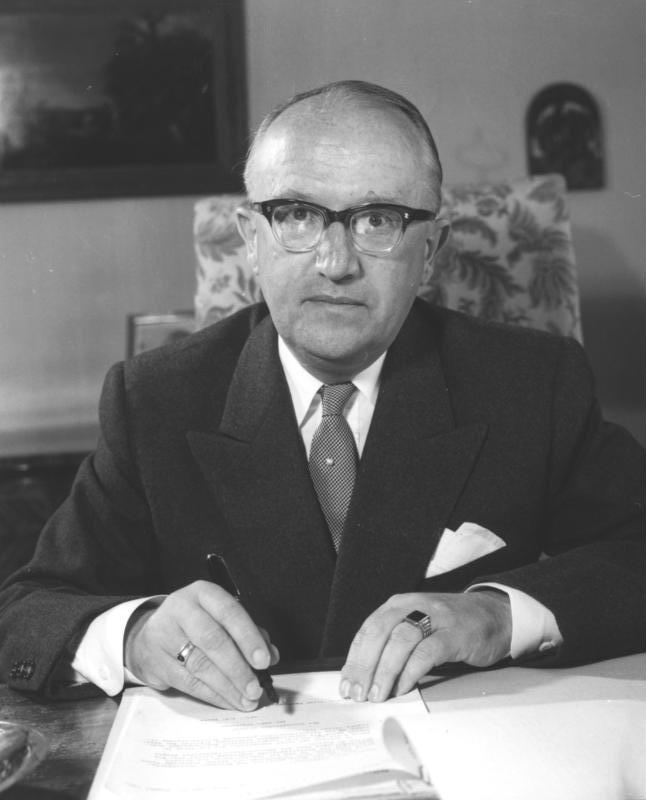
Walter Hallstein, primul președinte al Comisiei europene

În 1965 Hallstein a prezentat propunerile sale pentru politica agricolă comună, care ar oferi Comunității resurse financiare proprii, acordând mai multă putere Comisiei și Parlamentului și eliminând puterea de veto asupra agriculturii în Consiliu. Aceste propuneri au condus la o reacție imediată din partea Franței. Hallstein știa că propunerile vor fi controversate și și-a luat personal sarcina de a le redacta neutralizând comisarul european pentru agricultură. Totuși, el a obținut sprijinul Parlamentului prin propunerile sale de a-și spori puterile și, de asemenea, și-a prezentat politica Parlamentului cu o săptămână înainte de a o prezenta Consiliului. Hallstein urmărea să demonstreze cum credea că ar trebui să fie condusă Comunitatea, în speranța de a genera un val de pro-europeanism suficient de mare pentru a depăși obiecțiile statelor membre. În urma succeselor repurtate, Hallstein a rămas încrezător în propunerile sale.

### 1967–85
Munca lui Hallstein a lăsat poziția Comisiei ca o putere substanțială. Președinții au fost implicați în proiectele politice majore din anii 1970, cum ar fi Uniunea Monetară Europeană. În 1970 președintele Jean Rey a asigurat resursele financiare proprii ale Comunității, iar în 1977 președintele Roy Jenkins a devenit primul președinte al Comisiei care a participat la un summit G7 în numele Comunității.
Cu toate acestea, din cauza unor probleme cum ar fi criza petrolului din 1973 și criza energetică din 1979, dificultățile economice au redus prioritatea integrării europene, timp în care numai președintele a încercat să mențină ideea în viață. Statele membre au creat Consiliul European pentru a discuta problemele de actualitate, dar Consiliul nu a reușit să urmărească proiectele majore, cum ar fi politica agricolă comună. Comunitatea a intrat într-o perioadă de "euroscleroză", din cauza dificultăților economice și a dezacordurilor privind bugetul comunitar, iar în timpul Comisiei Thorn, președintele nu și-a putut exercita influența într-o măsură semnificativă.

### Prezidențialism. Comisia Delors

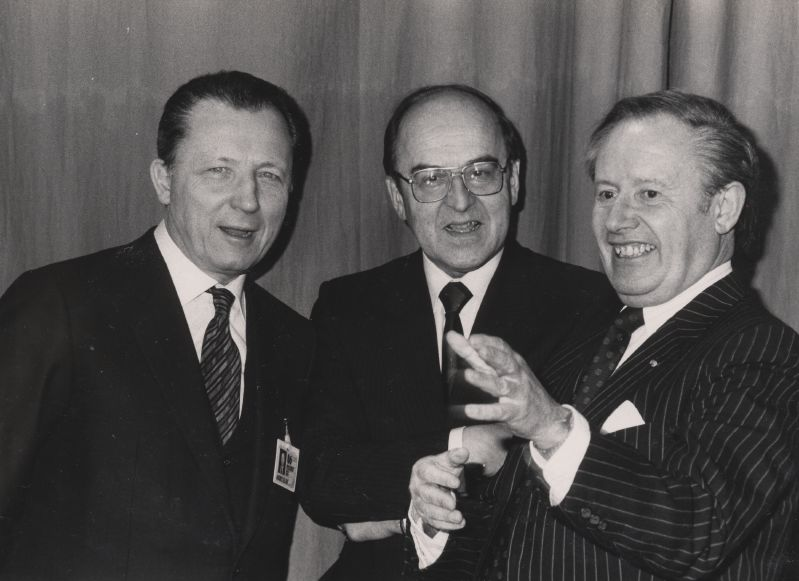
Jacques Delors (stânga) a adus un suflu nou în președinția Comisiei Europene după o perioadă de "euroscleroză" în timpul predecesorului său, Gaston Thorn (dreapta)

Comisia a început să se recupereze în cadrul Comisiei președintelui Jacques Delors. El este considerat cel mai de succes președinte, fiind creditat că a dat comunității un sentiment de direcție și dinamism. Internațional Herald Tribune a comentat munca lui Delors la sfârșitul celui de-al doilea mandat din 1992: "Dl. Delors a salvat Comunitatea Europeană de criză. A venit atunci când europesimismul era cel mai puternic. Deși era un necunoscut(în afara Franței) ministru de finanțe și fost deputat european, el a adus o nouă viață și speranță în Comunitatea Europeană și în Comisia descurajată de la Bruxelles. În primul său mandat, din 1985 până în 1988, a adunat Europa în jurul ideii de pieță unică și, atunci când a obținut al doilea mandat a început să îndemne europenii spre obiectivele mult mai ambițioase ale uniunii economice, monetare și politice".
Dar Delors nu numai că a revigorat Comunitatea, el a dat un semnal pentru schimbarea funcției de președinte. Înainte de a ajunge la putere, președintele Comisiei reprezenta o poziție de "primul între egali"; când a părăsit funcția, el era liderul necontestat al comunității. Mandatul său a produs o președinție puternică și o comisie puternică, pe măsură ce președintele a devenit mai important. În urma tratatelor, această schimbare a fost cimentată, președintele fiind controlat în ceea ce privește alocarea portofoliilor și posibilitatea de a forța demisia comisarilor. Când președintele Romano Prodi a preluat mandatul cu noile puteri ale Tratatului de la Amsterdam, el a fost numit de către presă drept primul prim-ministru al Europei. Activitatea președintelui Delors a mărit puterile Parlamentului, care la rândul lui l-a sprijinit. Comisiile ulterioare nu au beneficiat de același sprijin, iar în 1999, Parlamentul European și-a folosit puterile pentru a forța Comisia Santer să demisioneze.

### Controlul parlamentar

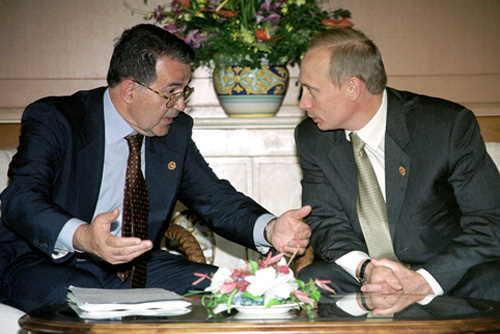
Președintele Prodi a fost numit de presă "primul prim-ministru al Europei" datorită noilor sale puteri

Din punct de vedere istoric, Consiliul numea președintele Comisiei și întregul organism, în unanimitate, fără intervenția Parlamentului. Prin Tratatul privind Uniunea Europeană din 1993, Parlamentul European a devenit un organism ales direct de către cetățenii Uniunii Europene, și a câștigat dreptul de a fi "consultat" cu privire la numirea președintelui și la dreptul de veto asupra întregii Comisii. Parlamentul a decis să interpreteze dreptul său de consultare ca pe o putere de veto a președintelui, pe care Consiliul a acceptat-o fără echivoc. Tratatul de la Nisa a schimbat votul Consiliului de la alegerea unanimă la un vot care necesită doar o majoritate. Aceasta a însemnat că ponderea Parlamentului în acest proces a crescut, rezultând un sistem cvasi-parlamentar în care un grup ar putea forma "guvernul". Acest lucru a devenit evident atunci când, în 2004,  au fost nominalizați câțiva candidați, iar voturile de centru-dreapta au câștigat în fața grupurilor de stânga din Franța și Germania. José Manuel Barroso, ales în acel an președinte al Comisiei, a fost apoi obligat să se abțină de la alegerea comisarilor, din cauza amenințării Parlamentului că nu va aproba componența Comisiei sale.

## Numire

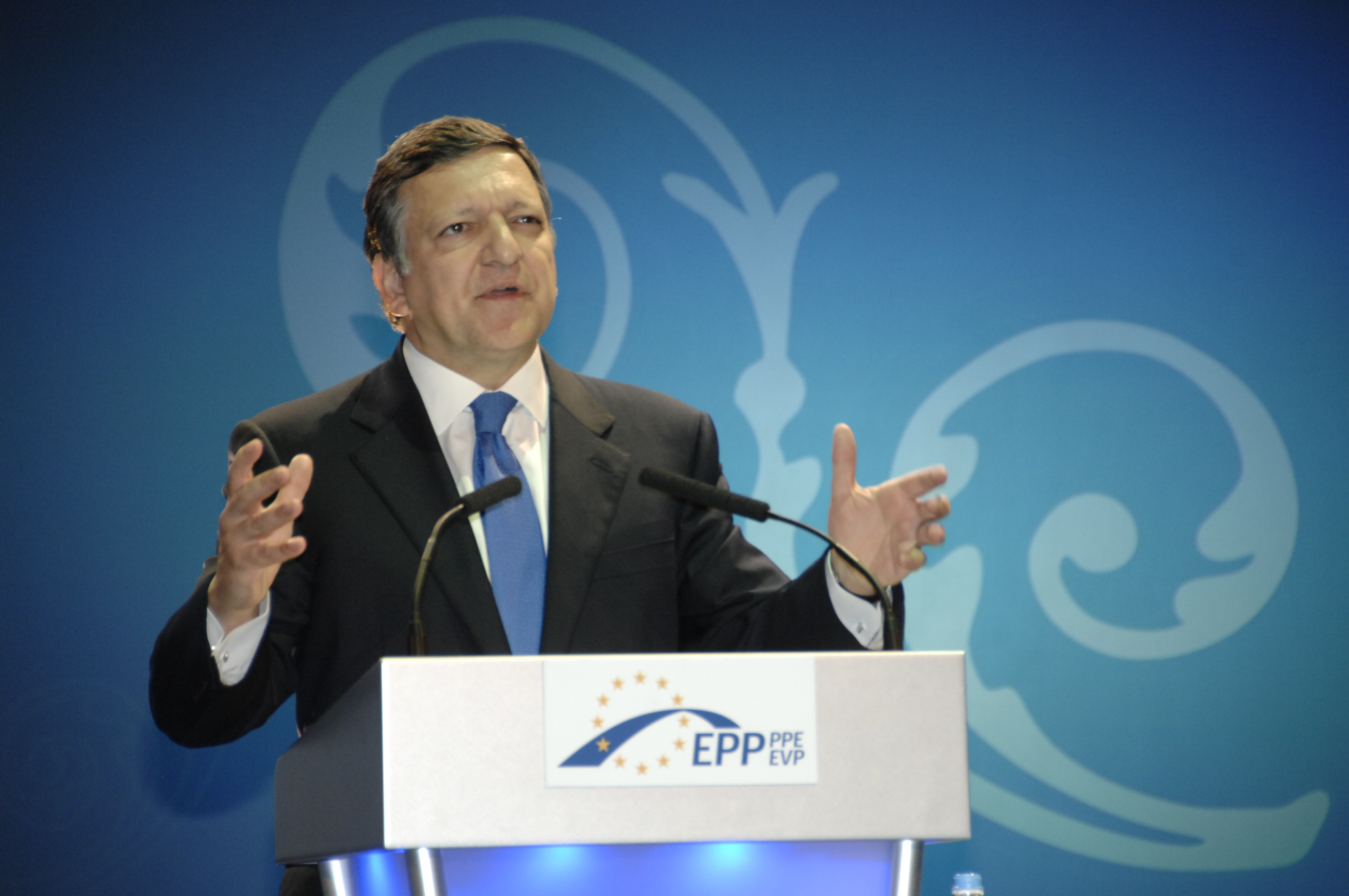
Preșdintele Barroso, de la Partidul Popular European (PPE), cel mai mare partid după alegerile din 2004 și 2009

Articolul 17 din Tratatul privind Uniunea Europeană, modificat prin Tratatul de la Lisabona, stabilește procedura de numire a președintelui și a echipei sale. Consiliul European votează cu majoritate calificată pentru un candidat la funcția de președinte, ținând cont de ultimele alegeri europene. Această propunere este apoi prezentată Parlamentului, care trebuie să aprobe sau să respingă numirea. 
Dacă o majoritate absolută a deputaților europeni îl susțin pe candidat, el/ea este ales. Apoi, președintele, împreună cu Consiliul, înaintează echipa sa Parlamentului pentru a fi examinată. În mod normal, Parlamentul insistă ca fiecare dintre aceștia să se prezinte în fața comisiei parlamentare, care corespunde potențialului lor portofoliu, pentru o audiere publică. Parlamentul votează apoi Comisia în ansamblu; dacă este aprobată, Consiliul European, hotărând cu majoritate calificată, numește președintele și echipa sa în funcție.

### Criterii
| Luxemburg     |  | 3 |
| Franța        |  | 2 |
| Germania      |  | 2 |
| Italia        |  | 2 |
| Belgia        |  | 1 |
| Țările de Jos |  | 1 |
| Portugalia    |  | 1 |
| Regatul Unit  |  | 1 |

Candidatul ales de Consiliu a fost deseori un politician important la nivel național, dar aceasta nu este un criteriu oficial. Alegerea președintelui trebuie să țină seama de rezultatul ultimelor alegeri parlamentare (adică candidatul susținut în special de partidul politic european victorios sau, cel puțin, de cineva din acea familie politică). Această prevedere nu a fost în vigoare în momentul nominalizării în 2004, dar Partidul Popular European (PPE) de centru-dreapta, care a câștigat alegerile, a exercitat presiuni pentru un candidat din propriile sale rânduri. În final, a fost ales candidatul PPE, José Manuel Barroso.
Alte criterii considerate a influența alegerea Consiliului includ: partea Europei de unde provine candidatul, influența politică a candidatului, limba, competența în limba franceză considerată necesară de către Franța și gradul de integrare, dacă statul lor este  membru al zonei euro și al Acordului Schengen.
Există o presupunere conform căreia un președinte dintr-un stat mare este urmat de un președinte dintr-un stat mic, iar unul din stânga politică va fi urmat de unul din dreapta politică: Roy Jenkins (britanic socialist) a fost urmat de Gaston Thorn (liberal luxemburghez), Jacques Delors (socialist francez), Jacques Santer (creștin-democrat luxemburghez), Romano Prodi (creștin democrat de stânga italian) și Jose Barroso (creștin-democrat portughez). Cu toate acestea, în ciuda acestor presupuneri, acești președinți au fost de obicei aleși în timpul luptelor politice și al alianțelor. Delors a fost ales în urma unui dezacord franco-britanic față de Claude Cheysson, Santer fiind un compromis după ce Marea Britanie l-a acuzat pe Jean-Luc Dehaene, iar Prodi a fost susținut de o coaliție a 13 state împotriva preferinței franco-germane pentru Guy Verhofstadt.

### Alegeri
În februarie 2008, președintele Barroso a recunoscut că, în ciuda faptului că președintele avea în mod teoretic tot atât de multă legitimitate ca șefii de guverne, în practică nu era cazul. Prezența scăzută a alegătorilor creează o problemă pentru legitimitatea președintelui, iar analiștii susțin că dacă cetățenii ar vota pentru o listă de candidați pentru postul de președinte, prezența la vot se va dovedi mult mai mare decât în anii precedenți.
În conformitate cu Tratatul de la Lisabona, Consiliul European trebuie să țină seama de rezultatele ultimelor alegeri europene și, în plus, Parlamentul alege, mai degrabă decât să aprobe pur și simplu, candidatul propus de Consiliu. Acest lucru a fost parțial pus în practică în 2004 când Consiliul European a selectat un candidat din partea partidului politic care a obținut o pluralitate de voturi în alegerile din acel an. 
Au existat planuri de consolidare a partidelor politice europene pentru ca acestea să-și propună candidați pentru viitoarele alegeri. Partidul Liberal Democrat și Reformator a indicat, la congresul său din octombrie 2007, intenția de a transmite un candidat în cadrul unei campanii comune, dar nu a reușit să facă acest lucru. Partidul Popular European l-a selectat pe Barroso drept candidat și, ca cel mai mare partid, candidatura lui Barroso a fost reînnoită.

### Spitzenkandidat

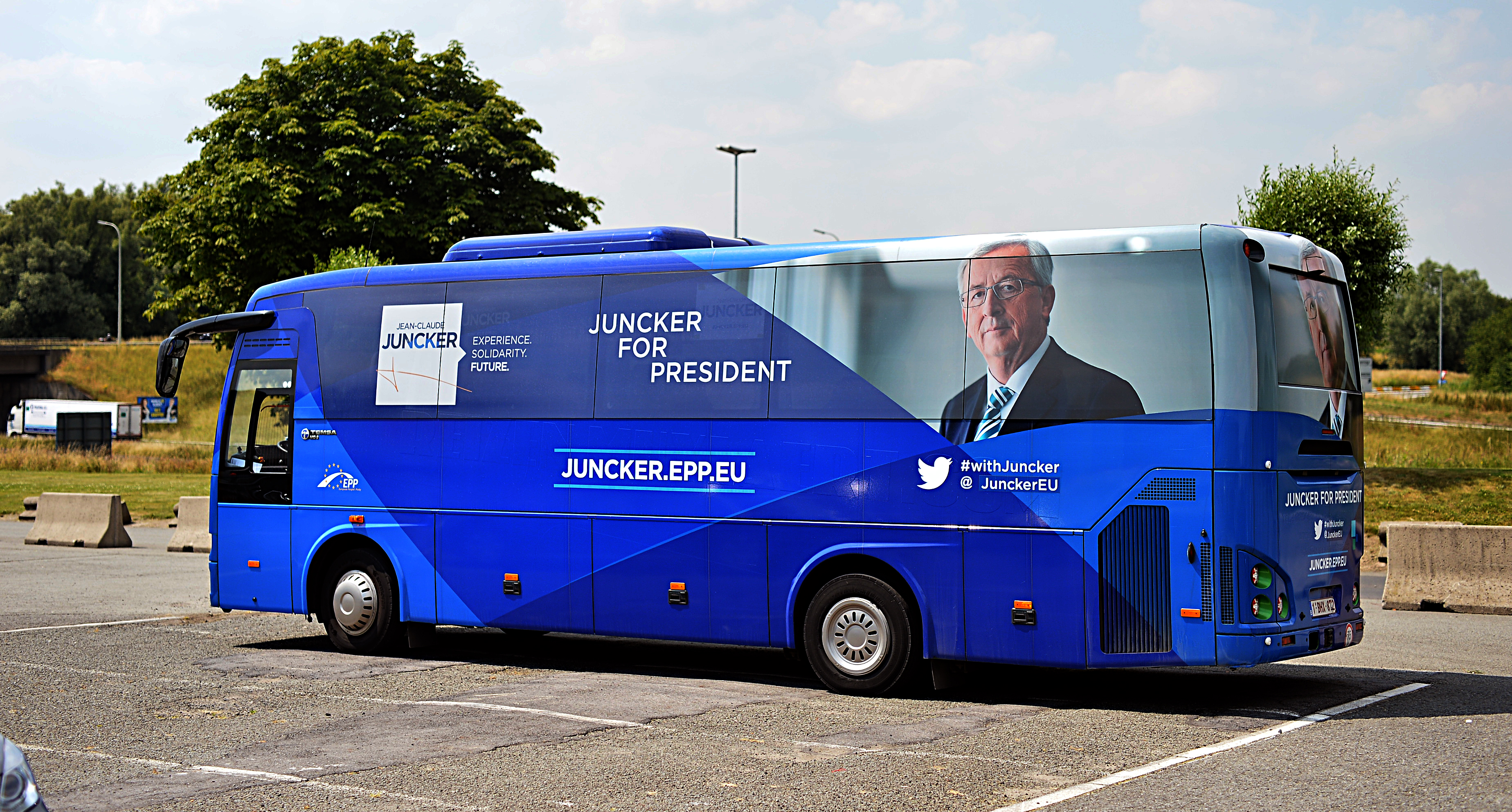
Pentru prima dată, înainte de alegerile din 2014 au fost nominalizați candidații prezidențiali. Acest lucru le-a permis să prezinte programe electorale și campanie pentru această poziție (autobuzul de campanie al lui Jean-Claude Juncker).

Procesul Spitzenkandidat (cuvântul german pentru "Candidat cap de listă") este metoda prin care fiecare grup politic major din Parlament desemnează câte un candidat pentru postul de președintele al Comisiei Europene înainte de alegerile europene. Deși procedura Spitzenkandidat nu este menționată în Tratatul UE, ea s-a bazat pe un acord între liderii UE din Consiliul European, Parlamentul European și partidele politice europene privind interpretarea textului tratatelor. Procedura Spitzenkandidat conferă președinția Comisiei candidatului cap de listă din partidul politic european care a câștigat cele mai multe locuri în Parlamentul European. Acest sistem a fost utilizat pentru prima dată în 2014, pentru alegerea actualului președinte al Comisiei Europene, Jean-Claude Juncker.
Eurodeputatul spaniol Esteban González Pons (Partidul Popular European) a spus "UE trebuie să fie mai democratică, mai transparentă sau nu va mai fi deloc. Faptul că cetățenii cunosc candidații la președinția Comisiei Europene înainte de alegeri este un pas important în direcția corectă".

### Critici
Partidul președintelui francez, Emmanuel Macron a anunțat că nu va sprijini nici un grup politic din cadrul Parlamentului European care sprijină procedura Spitzenkandidat.
Mai mulți comentatori au susținut că sistemul este nedemocratic și trebuie înlocuit cu un sistem mai direct. Câteva sugestii în legătură cu aceasta au fost alegerea președintelui printr-o listă transnațională, cu alegeri directe și cu alegeri primare.  Propunerile parlamentare de a se adopta unele dintre acestea înainte de alegerile din 2019 au fost respinse în Consiliu.

## Privilegiile de serviciu
Salariul lunar de bază al Președintelui este fixat la 138% din gradul de funcții publice de vârf  care, în 2013, se ridica la 25 351 EUR pe lună sau la 304 212 EUR pe an plus o indemnizație pentru o reședință egală cu 15% precum și alte indemnizații, inclusiv pentru educația copiilor și cheltuielile de uz casnic.

## Lista președinților

### După Tratatul de fuziune

#### Comisia Comunităților Europene (1967–2009)
Comunitatea Economică Europeană a fost instituită prin Tratatul de la Roma, în prezent cunoscut sub numele de Tratatul privind funcționarea Uniunii Europene; un tratat fondator al uniunii, care explică faptul că numărarea președinților începe cu primul președinte al Comisiei Comunității Economice Europene. Uniunea Europeană este, de asemenea, succesorul legal al Comunității Economice Europene sau al Comunității Europene așa cum a fost numit între 1993 și 2009. Înființarea Uniunii Europene în 1993, odată cu intrarea în vigoare a Tratatului de la Maastricht (în mod oficial Tratatul privind Uniunea Europeană Uniunea) nu a afectat numele poziției.
Partide
      Partidul Popular European
      ALDE/ELDR 
      Partidul Socialiștilor Europeni
      Progresivi democrați europeni
| Nº | Portret | Nume (Naștere–Deces)               | Țară           | Mandat electoral | Term of Office     | Term of Office     | Partid politic                                      |
| -- | --- | ---------------------------------- | -------------- | ---------------- | ------------------ | ------------------ | --------------------------------------------------- |
| 2  | | Jean Rey (1902–1983)               | Belgia         | —                | 30 iunie 1967      | 1 iulie 1970       | Grupul Liberalilor și Aliaților (PRL)               |
| 2  | Comisia Rey | Jean Rey (1902–1983)               | Belgia         |                  |                    |                    | Grupul Liberalilor și Aliaților (PRL)               |
| 2  | Federalist convins, el s-a angajat să consolideze instituțiile comunitare. A câștigat puteri sporite pentru Parlamentul European și a susținut alegerea Parlamentului prin vot universal. În timpul președinției sale, a supravegheat finalizarea uniunii vamale. De asemenea, el a jucat un rol important la summitul de la Haga din 1969, când liderii europeni au decis să lanseze integrarea europeană cu două noi inițiative: pe de o parte, Uniunea Economică și Monetară a Uniunii Europene (UEM), iar pe de altă parte, Cooperarea Politică Europeană (EPC). | Jean Rey (1902–1983)               |                |                  |                    |                    |                                                     |
| 3  | | Franco Maria Malfatti (1927–1991)  | Italia         | —                | 1 iulie 1970       | 1 martie 1972      | Grupul creștin-democrat (DC)                        |
| 3  | Comisia Malfatti | Franco Maria Malfatti (1927–1991)  | Italia         |                  |                    |                    | Grupul creștin-democrat (DC)                        |
| 3  | Comisia Malfatti a început odată cu relansarea procesului de integrare: adoptarea de către CE a unui cadru financiar și concurența pieței unice. A fost, de asemenea, începutul cooperării politice, al cooperării monetare și al extinderii, în urma discuțiilor deschise cu Danemarca, Irlanda, Norvegia și Regatul Unit. El a demisionat din acest post în 1972 pentru a candida în Italia. | Franco Maria Malfatti (1927–1991)  |                |                  |                    |                    |                                                     |
| 4  | | Sicco Mansholt (1908–1995)         | Țările de Jos  | —                | 1 martie 1972      | 5 ianuarie 1973    | Grupul Socialist (PvdA)                             |
| 4  | Comisia Mansholt | Sicco Mansholt (1908–1995)         | Țările de Jos  |                  |                    |                    | Grupul Socialist (PvdA)                             |
| 4  | Mansholt a devenit președinte al Comisiei Europene la 22 martie 1972 și a continuat în această funcție până la 5 ianuarie 1973. În acel moment a fost puternic sub influența Clubului de la Roma. | Sicco Mansholt (1908–1995)         |                |                  |                    |                    |                                                     |
| 5  | | François-Xavier Ortoli (1925–2007) | Franța         | —                | 5 ianuarie 1973    | 5 ianuarie 1977    | Progresivi democrați europeni (UDR)                 |
| 5  | Comisia Ortoli | François-Xavier Ortoli (1925–2007) | Franța         |                  |                    |                    | Progresivi democrați europeni (UDR)                 |
| 5  | Comisia Ortoli s-a confruntat cu criza petrolului din 1973 și creșterea prețurilor la aurul negru. Ortoli, primul și ultimul președinte gaullist al Comisiei, a fost unul dintre principalii arhitecți ai înființării Sistemului Monetar European (IMM) și a Unității Monetare Europene (ECU). | François-Xavier Ortoli (1925–2007) |                |                  |                    |                    |                                                     |
| 6  | | Roy Jenkins (1920–2003)            | United Kingdom | 1979             | 5 ianuarie 1977    | 19 ianuarie 1981   | Partidul Socialiștilor Europeni (Partidul Laburist) |
| 6  | Comisia Jenkins | Roy Jenkins (1920–2003)            | United Kingdom |                  |                    |                    | Partidul Socialiștilor Europeni (Partidul Laburist) |
| 6  | Principala realizare a Comisiei Jenkins a fost dezvoltarea Uniunii Economice și Monetare a Uniunii Europene din 1977, care a început în 1979 ca Sistemul Monetar European, un precursor al monedei unice sau al euro. Președintele Jenkins a fost primul președinte care a participat la un summit G8 în numele Comunității. Jenkins a rămas la Bruxelles până în 1981, contemplând schimbările politice din Marea Britanie. În timpul Comisiei sale, au avut loc primele alegeri parlamentare europene în 1979. | Roy Jenkins (1920–2003)            |                |                  |                    |                    |                                                     |
| 7  | | Gaston Thorn (1928–2007)           | Luxembourg     | —                | 19 ianuarie 1981   | 6 ianuarie 1985    | Partidul ELDR (DP)                                  |
| 7  | Comisia Thorn | Gaston Thorn (1928–2007)           | Luxembourg     |                  |                    |                    | Partidul ELDR (DP)                                  |
| 7  | În 1980 Thorn a fost ales ca președinte al Comisiei Comunităților Europene (denumită în prezent Uniunea Europeană), ca succesor al lui Roy Jenkins. A preluat funcția la 12 ianuarie 1981. A fost privit ca fiind foarte apropiat de președintele Franței, Valéry Giscard d'Estaing, și în general ca apărător al intereselor franceze în politica europeană. Deși Thorn nu a fost considerat ca un președinte puternic al Comisiei, în timpul mandatului său, Comisia a continuat să-și extindă puterea, atât în detrimentul guvernelor naționale ale membrilor CE, cât și al Parlamentului European, cu care Comisia s-a angajat într-o constantă lupta pentru putere. | Gaston Thorn (1928–2007)           |                |                  |                    |                    |                                                     |
| 8  | | Jacques Delors (n. 1925)           | Franța         | 1984 1989        | 6 January 1985     | 24 January 1995    | Partidul Socialiștilor Europeni (PS)                |
| 8  | Comisia Delors | Jacques Delors (n. 1925)           | Franța         |                  |                    |                    | Partidul Socialiștilor Europeni (PS)                |
| 8  | În cursul președinției sale, Delors a supravegheat reformele bugetare importante și a pus bazele pentru introducerea unei piețe unice în cadrul Comunității Europene, care a intrat în vigoare la 1 ianuarie 1993. În toamna anului 1988, Delors s-a adresat Trade Union Congress, promițând că CE va fi o forță care să impună guvernelor introducerea unei legislații pro-forței de muncă. De asemenea, lungul său mandat a inclus semnarea Acordului Schengen (1985), extinderea Comunității Europene (Spania și Portugalia s-au alăturat în 1986), adoptarea Actului Unic European (1986), reforma politicii agricole comune (asociată cu crearea Programului european de ajutor pentru cei mai săraci și semnarea Tratatului de la Maastricht (1992), care a marcat tranziția CE la Uniunea Europeană (1993). Ca o încercare de a întări executivul european, Jacques Delors a reprezentat Comunitatea Europeană la principalele summit-uri internaționale (întâlnirile G7 și OCDE, etc). De asemenea, Delors a inspirat Cartea albă. | Jacques Delors (n. 1925)           |                |                  |                    |                    |                                                     |
| 9  | | Jacques Santer (n. 1937)           | Luxembourg     | 1994             | 24 ianuarie 1995   | 15 martie 1999     | Partidul Popular European (CSV)                     |
| 9  | Comisia Santer | Jacques Santer (n. 1937)           | Luxembourg     |                  |                    |                    | Partidul Popular European (CSV)                     |
| 9  | Santer a devenit al 9-lea președinte al Comisiei Europene în 1995 ca un compromis între Regatul Unit și o alianță franco-germană, după ce premierul britanic John Major a folosit dreptul de veto împotriva candidatul franco-german Jean-Luc Dehaene. Acuzațiile de corupție referitoare la comisarii europeni individuali au condus la o anchetă privind deficiențele administrative (incompetență și malpraxis) de către un grup independent de experți. Comisia Santer a demisionat după scandalul corupției. | Jacques Santer (n. 1937)           |                |                  |                    |                    |                                                     |
| –  | | Manuel Marín (1949–2017)           | Spania         | —                | 15 martie 1999     | 17 septembrie 1999 | Partidul Socialiștilor Europeni (PSOE)              |
| –  | Comisia Santer (interim) | Manuel Marín (1949–2017)           | Spania         |                  |                    |                    | Partidul Socialiștilor Europeni (PSOE)              |
| –  | Președinte interimar după scandalul de corupție al Comisiei Santer. | Manuel Marín (1949–2017)           |                |                  |                    |                    |                                                     |
| 10 | | Romano Prodi (n. 1939)             | Italia         | 1999             | 17 septembrie 1999 | 22 noiembrie 2004  | Partidul ELDR (Democrații)                          |
| 10 | Comisia Prodi | Romano Prodi (n. 1939)             | Italia         |                  |                    |                    | Partidul ELDR (Democrații)                          |
| 10 | Prodi, un puternic susținător al Integrării europene, a devenit președinte al Comisiei Europene datorită sprijinului atât al Partidului Popular European cât și al Partidului Socialiștilor Europeni din Parlamentul European. În timpul președinției lui Prodi, în 2002, unsprezece state membre ale UE și-au abandonat monedele naționale și au adoptat euro ca monedă unică. În timpul mandatului lui Prodi, Comisia a cunoscut o creștere a puterii a puterii și a influenței după Tratatul de la Amsterdam. În 2004, UE a fost extinsă pentru a admite mai multe națiuni membre, cele mai multe părți ale fostului bloc sovietic. De asemenea, în timpul Comisie Prodi s-a semnat și s-a aplicat Tratatul de la Nisa, și s-a semnat Constituția europeană. | Romano Prodi (n. 1939)             |                |                  |                    |                    |                                                     |
| 11 | | José Manuel Barroso (n. 1956)      | Portugalia     | 2009             | 22 noiembrie 2004  | 1 noiembrie 2014   | Partidul Popular European (PSD)                     |
| 11 | Comisia Barroso | José Manuel Barroso (n. 1956)      | Portugalia     |                  |                    |                    | Partidul Popular European (PSD)                     |
| 11 | În timpul primei sale președinții, pe agenda Comisiei s-au aflat următoarele priorități: Turcia care solicită aderarea la UE, reforma instituțiilor (Tratatul de la Lisabona), directiva Bolkestein, care vizează crearea unei piețe unice a serviciilor în cadrul UE, Strategia de la Lisabona, Sistemul de navigație Galileo, negocierile Agendei de dezvoltare de la Doha, Institutul European de Inovare și Tehnologie și un pachet UE privind schimbările climatice. | José Manuel Barroso (n. 1956)      |                |                  |                    |                    |                                                     |

#### Comisia Europeană (2009–prezent)
La intrarea sa în vigoare în 2009, Tratatul de la Lisabona a redenumit Comisia Comunităților Europene în Comisia Europeană, reflectând numele de facto, precum și faptul că pilonii Comunităților Europene au fost desființați împreună cu restul sistemului pilon.
Partide
       Partidul Popular European
| Nº | Portret | Nume (Naștere–Deces)           | Țară       | Mandate   | Term of Office    | Term of Office    | Partid politic                  |
| -- | --- | ------------------------------ | ---------- | --------- | ----------------- | ----------------- | ------------------------------- |
| –  | | José Manuel Barroso (n. 1956)  | Portugalia | 2004 2009 | 22 noiembrie 2004 | 1 noiembrie 2014  | Partidul Popular European (PSD) |
| –  | Comisia Barroso | José Manuel Barroso (n. 1956)  | Portugalia |           |                   |                   | Partidul Popular European (PSD) |
| –  | În 2012 Barroso a cerut UE să se transforme într-o "federație a statelor-națiune". Adresându-se Parlamentului UE la Strasbourg, Barroso a afirmat că a crezut că Grecia va putea rămâne în zona euro dacă ar respecta angajamentele sale. Barroso a stabilit, de asemenea, planuri pentru un singur mecanism de supraveghere pentru toate băncile din zona euro. | José Manuel Barroso (n. 1956)  |            |           |                   |                   |                                 |
| 12 | | Jean-Claude Juncker (n. 1954)  | Luxemburg  | 2014 2019 | 1 noiembrie 2014  | 30 noiembrie 2019 | Partidul Popular European (CSV) |
| 12 | Comisia Juncker | Jean-Claude Juncker (n. 1954)  | Luxemburg  |           |                   |                   | Partidul Popular European (CSV) |
| 12 | Criza refugiaților în Europa. Alegerile din Grecia, Polonia, Austria, Republica Cehă, Ungaria și Italia au ca rezultat un sprijin sporit pentru partidele naționaliste/populiste. Regatul Unit votează să părăsească Uniunea Europeană. | Jean-Claude Juncker (n. 1954)  |            |           |                   |                   |                                 |
| 13 | | Ursula von der Leyen (n. 1958) | Germania   | 2019 2024 | 1 decembrie 2019  | prezent           | Partidul Popular European (CDU) |
| 13 | Comisia von der Leyen | Ursula von der Leyen (n. 1958) | Germania   |           |                   |                   | Partidul Popular European (CDU) |
| 13 | |                                |            |           |                   |                   |                                 |